# Rublă transcaucaziană
Rubla (în rusă рубль, în armeană ռուբլի), manat,  (în azeră منات) și maneti (în georgiană მანეთი) a fost o monedă care a circulat în statele din Transcaucazia: Republica Democrată Federativă Transcaucaziană și în Republica Sovietică Federală Socialistă Transcaucaziană

## Prima rublă transcaucaziană (1918 - 1919)
În 1918, Comisariatul efemerei Republici Democrate Federative Transcaucaziene a emis bancnote exprimate în ruble. Această rublă era echivalentă cu o rublă rusă. Pe aversul bancnotei se află un text în limba rusă, iar pe revers texte în limbile armeană, azeră și georgiană. Au fost emise bancnote având valori nominale de 1, 3, 5, 10, 50, 100 și 250 de ruble.
Între 1919 și 1922/3, Armenia, Azerbaidjan și Georgia au emis propriile lor devize: rubla armeană, manatul azer și maneti georgian, care au înlocuit rubla transcaucaziană la paritate.

## A doua rublă transcaucaziană (1923 - 1924)
În 1923 și 1924, Republica Sovietică Federală Socialistă Transcaucaziană, devenită parte a URSS, a emis bancnote cu valori nominale cuprinse între 1.000 și 10 miliarde de ruble transcaucaziene.

### Bancnote

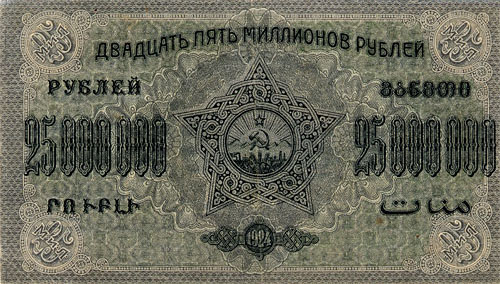
Bancnotă cu valoare nominală de 25 milioane de ruble
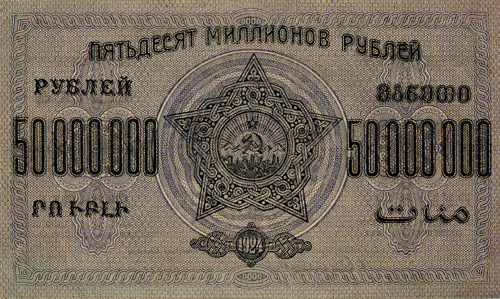
Bancnotă cu valoare nominală de 50 milioane de ruble
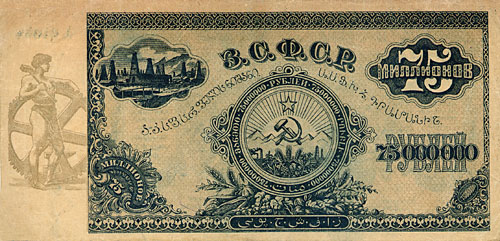
Bancnotă cu valoare nominală de 75 milioane de ruble
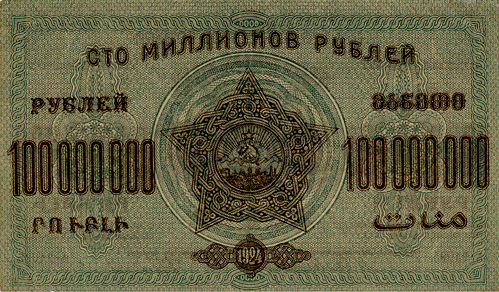
Bancnotă cu valoare nominală de 100 milioane de ruble
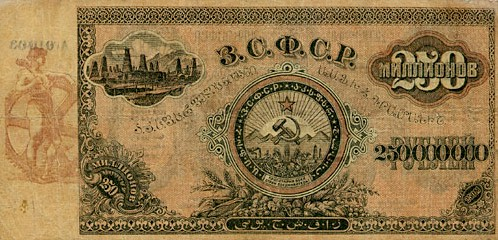
Bancnotă cu valoare nominală de 250 milioane de ruble
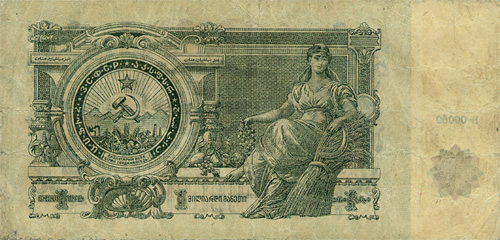
Bancnotă cu valoare nominală de 1 miliard de ruble

Începând din 1924, în Republica Sovietică Federală Socialistă Transcaucaziană, și apoi în cele trei țări componente ale acesteia, Republica Sovietică Socialistă Armenească, Republica Sovietică Socialistă Azerbaidjană și Republica Sovietică Socialistă Georgiană, a circulat, ca unică monedă legală, rubla sovietică, așa cum a circulat în întreaga Uniune Sovietică.

## După prăbușirea Uniunii Sovietice
Armenia, Azerbaidjan și Georgia și-au obținut independența, după prăbușirea Uniunii Sovietice (1991) și au început să emită propriile lor monede, respectiv în 1993, 1992, și 1993.